# Àguila variable
L'àguila variable (Nisaetus cirrhatus) és una espècie d'ocell de rapinya de la família dels accipítrids. Aquesta espècie es reprodueix al Sud-est asiàtic, des de l'Índia, començant a l'extrem sud-est de l'Himàlaia, i Sri Lanka, fins a Indonèsia i les Filipines. El seu estat de conservació es considera de risc mínim.
Viuen en solitari (excepte a la temporada d'aparellament) en boscos oberts, encara que els individus que viuen a illes prefereixen zones amb més densitat d'arbres, i construeixen els nius als arbres, dipositant un sol ou.

## Taxonomia
L'àguila variable va estar ubicada dins del gènere Spizaetus, fins que els estudis van assenyalar que el grup era parafilètic, donant lloc a la re-classificació dels membres Vell Món dins el gènere Nisaetus (Hodgson, 1836), separats de les espècies del Nou Món.

## Descripció

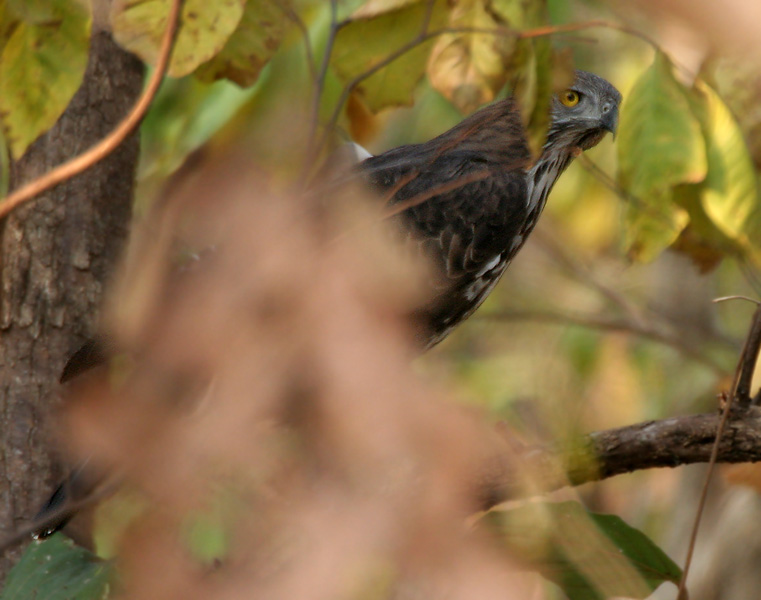
Nisaetus cirrhatus cirrhatus a la Reserva natural de Kawal, a l'Índia.

L'àguila astor de l'Índia és un rapinyaire de mida mitjana que fa entre 60 i 72 centímetres de longitud. Es tracta d'una àguila de bosc relativament esvelta, que presenta dimorfisme en algunes espècies, com ara Nisaetus cirrhatus limnaetus. Aquest fet, juntament amb una complicada filogènia, dificulta la seva precisa identificació.
| Call                                                            |
|                                                                 |
| El crit d'una àguila astor de l'Índia, registrat a Parambikulam |
|                                                                 |

La seva coloració presenta dos patrons diferents, el fosc i el clar. Els individus amb el patró fosc tenen el cos completament marró, pèl a les potes, i la cua més curta, mentre que els de patró més clar tenen la part superior (l'esquena) de color marró, la part inferior (el ventre) és blanca amb ratlles curtes i estretes de color marró al pit i l'estómac, i tenen plomes amb ratlles 
horitzontals de color marró. Algunes subespècies presenten una cresta formada per quatre plomes. Ambdós sexes són força semblants pel que fa al seu plomatge, encara que els mascles són un 15% més petits. El ventre i el cap de les cries és blanquinós o camussa amb algunes ratlles fosques. Les ales són llargues i de costats paral·lels, i es mantenen planes en vol, el qual permet distingir aquesta espècie de l'especie Nisaetus nipalensis.
El seu so és un ki-ki-ki-ki-ki-ki-ki-ki-kee fort i agut, que comença suau, augmentant in crescendo i acabant en un crit.

## Ecologia
S'alimenta de mamífers, ocells i rèptils. Els agrada mantenir un posat dret dalt d'una branca entre el fullatge del dosser d'un arbre alt prop d'un clar del bosc. Allà esperen que els fasianins, les llebres i altres petits animals surtin a camp obert. Aleshores es llencen ràpidament sobre la presa, subjectant-la amb força amb les seves urpes esmolades.
L'àguila astor de l'Índia construeix el seu niu entre el desembre i l'abril, formant una gran plataforma de branquetes folrada de fulles verdes, i ubicant-lo a la part alta dels arbres. Allà, les femelles donen a llum un únic ou de color blanc grisenc, sense marques o amb taques tènues de color vermell clar a l'extrem ample.

## Sistemàtica
Tradicionalment s'ha considerat a l'àguila astor de Flores com una subespècie d'aquesta espècie, tot i que recentment ha rebut el tracte d'espècie separada.
Existeixen dos grups d'aquesta espècie. Per una banda el que tenen cresta i per l'altre els que no en tenen o és difícilment visible. A més, en algunes poblacions, existeixen patrons de coloració més fosca.

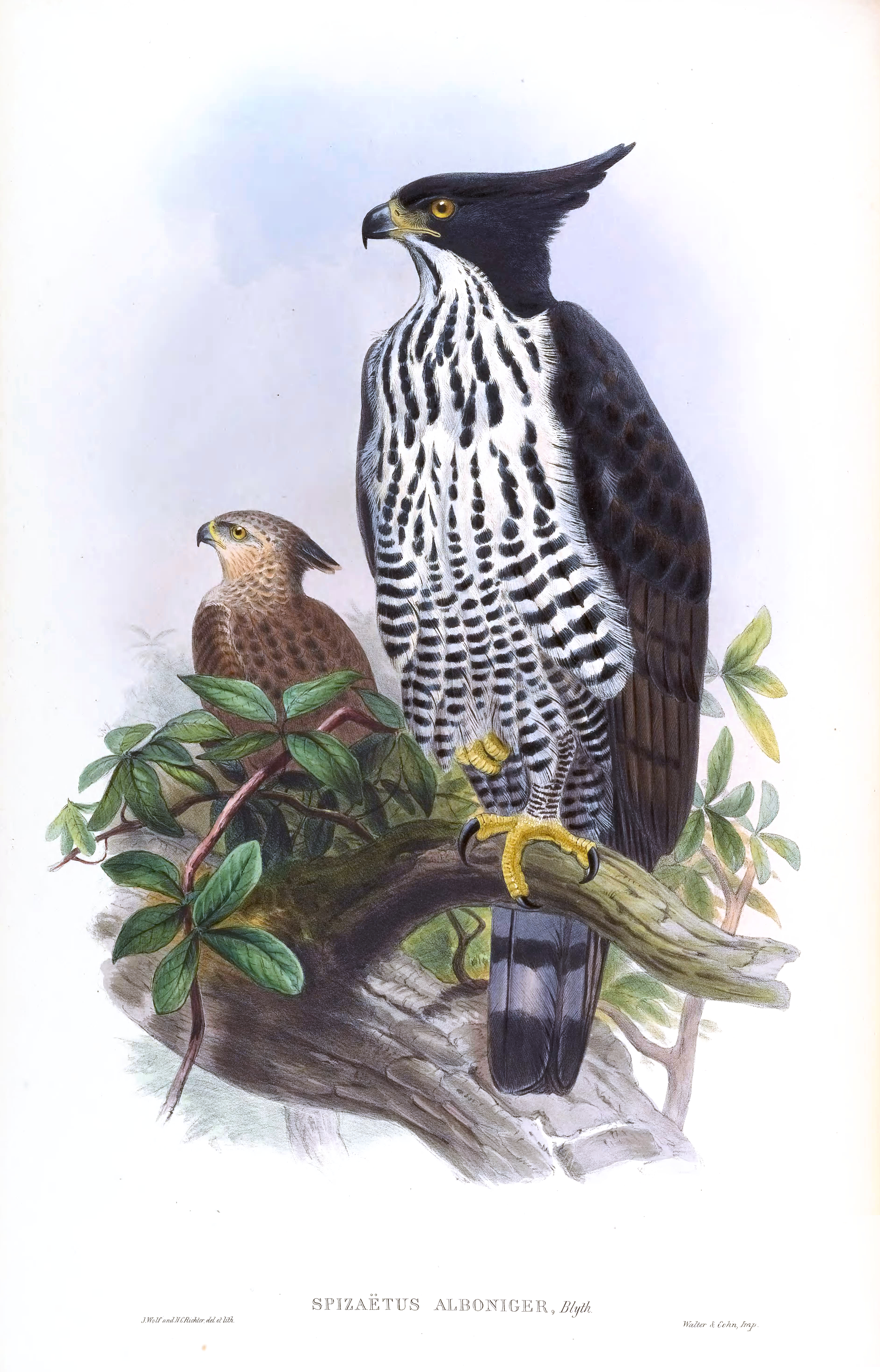
Dibuix de John Gould a Birds of Asia

Espècies crestades
- Nisaetus cirrhatus cirrhatus

Des de la plana Indogangètica cap al sud de tota l'Índia
Amb cresta i sense patró de coloració fosc.
- Nisaetus cirrhatus ceylanensis

A Sri Lanka (possiblement també a Travancore)
Més petita que la subespècie nominal, amb cresta proporcionalment més llarga de mitjana, i, pel que sembla, sense patró de coloració fosc.
Espècies sense cresta
- Nisaetus cirrhatus limnaeetus

Al Nepal, al nord-est de l'Índia, i a través de Burma i la península de Malaca al llarg de la línia de Wallace fins a les Filipines
Molt semblant a la subespècie nominal, amb l'excepció de la cresta. Presenta dimorfisme, amb la coloració fosca per tot el cos, i la cua podent semblar més clara durant el vol.
- Nisaetus cirrhatus andamanensis

A l'arxipèlag d'Andaman
Semblant a la subespècie N. c. limnaeetus, encara que aparentment no presenta el patró fosc.
- Nisaetus cirrhatus vanheurni

A l'illa Simeulue
Semblant a la subespècie N. c. limnaeetus, encara que aparentment no presenta el patró fosc.
Gamauf et al. (2005) van analitzar dades de les seqüències del citocrom b i el D-loop de l'ADN mitocondrial d'un considerable nombre d'espècimens i d'alguns parents. Malgrat la gran mostra, la dicotomia, entre grups crestats i no crestats, no va ser resolta com era d'esperar. Els tres petits tàxons de les illes (N. c. andamanensis, N. c. vanheurni, i N. floris) també semblaven ser llinatges monofilètics. La seva classificació encara és més incerta, sent N. floris un llinatge aparentment molt antic. Els altres dos sembla força clar que deriven de N. c. limnaeetus, encara que l'últim tàxon té una filogènia confusa. Existeixen diferents llinatges que aparentment no han estat estables en l'espai i els temps, més aviat descrits com politomies, dels quals deriven els tàxons de les illes.

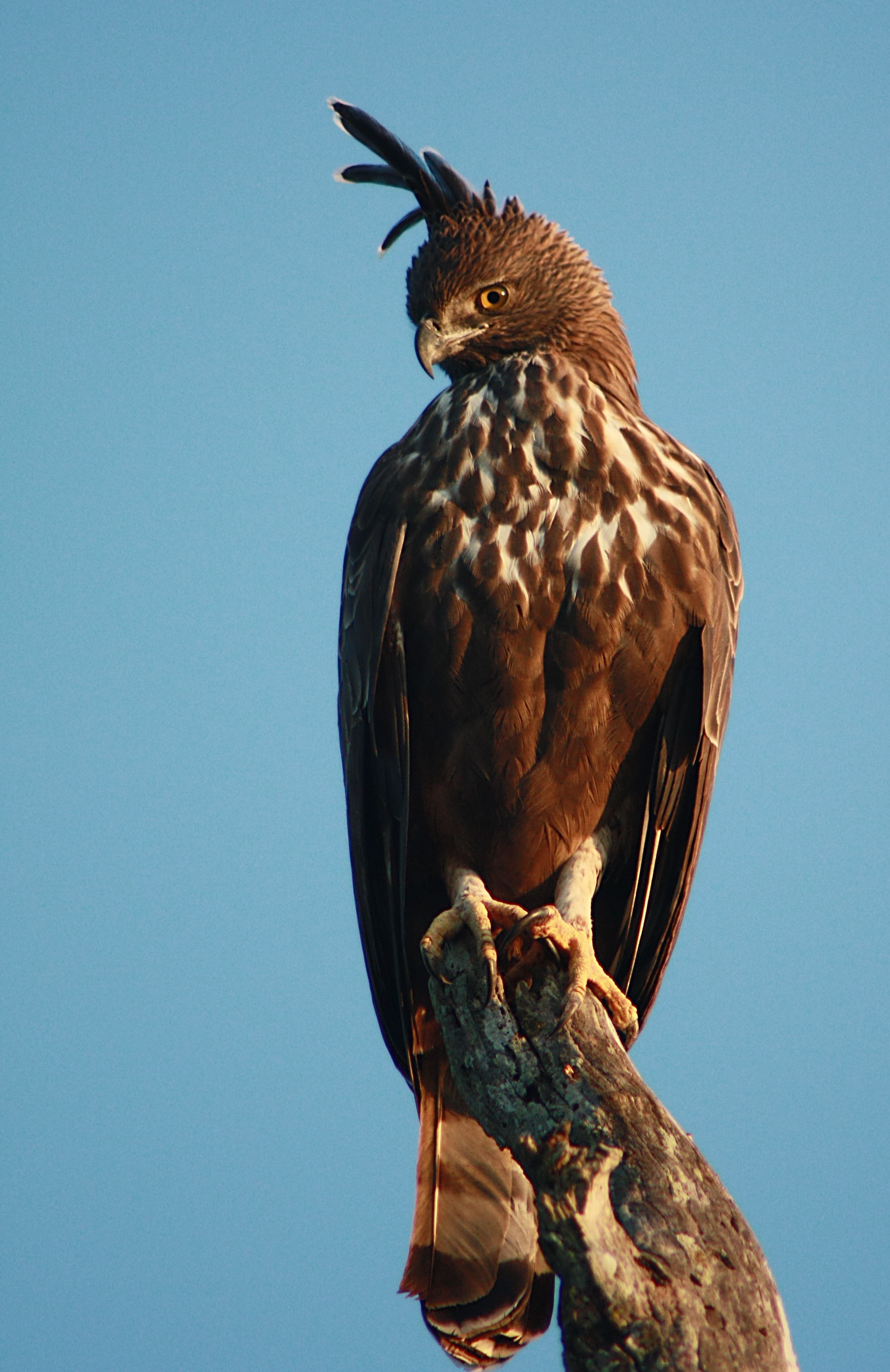
Àguila astor de l'Índia al Parc Nacional de Bandipur

Per descomptat, N. c. limnaeetus no representa un llinatge monofilètic. Ni els conceptes d'espècies biològica ni filogenètica, ni la sistemàtica filogenètica es poden aplicar satisfactòriament. Sembla ser com si les subespècies amb cresta estiguessin més a prop d'esdevenir espècies separades. Els tàxons de les illes derivats de N. c. limnaeetus semblen haver patit l'efecte fundador, el qual ha restringit la seva diversitat genètica. En la població continental la diversitat genètica és considerable, i els patrons evolutius de dos gens estudiats no encaixaven, així com tampoc els orígens dels espècimens mostraven estructures clares. Per tant, N. c. limnaeetus és més aviat considerat una metapoblació.
Per tant, Gamauf et al. (2005) suggereixen que els tàxons de les illes, els quals es troben evidentment en major risc d'extinció, són considerats, per la conservació, com a unitats evolutivament significatives, independentment de la seva classificació sistemàtica. Aquest cas també demostra que una interpretació massa rígida de la cladística i el desig d'un tàxon monofilètic, així com l'aplicació del concepte d'espècie única a totes les aus, soscavarà la correcte comprensió de les relacions evolutives. No seria inconcebible trobar llinatges continentals propers als tàxons de les illes occidentals, si s'hagués produït un petita deriva genètica de la població inicial. No obstant això, la divergència dels llinatges d'aquesta espècie sembla haver-se produït massa recentment com per a atorga'ls-hi l'estatus d'espècie, en comparació al nivell de deriva genètica dels clades que generalment són considerats espècies separades.
Sembla que es pot dir, amb un certesa raonable, que N. c. limnaeetus és un clade basal dels llinatges del grup sense cresta que, malgrat no ser monofilètic, s'ha de considerar un tàxon vàlid sempre que el flux gènic sigui possible arreu de la seva distribució.
A més, com l'ADN antic dels espècimens dels museus va ser molt utilitzat, s'ha de considerar la possibilitat de l'existència de llinatges fantasma. Si s'assumeix que tots o la majoria d'antics llinatges encara viuen, s'ha d'haver produït una recombinació genètica considerable, atès que les filogènies dels dos gens no encaixen massa, indicant un nivell de flux gènic saludable. Actualment està pendent de ser determinat si això és cert.